# Erodium alnifolium
Erodium alnifolium är en näveväxtart som beskrevs av Giovanni Gussone. Erodium alnifolium ingår i släktet skatnävor, och familjen näveväxter. Inga underarter finns listade i Catalogue of Life.